# 개인번호
개인번호(個人番号 고진반고[*], 영어: Individual Number) 또는 통칭 마이넘버(일본어: マイナンバー 마이난바[*])는 일본의 모든 주민에게 번호가 매겨진 개인 식별용 번호로 12자리 숫자이다.
이 개인 번호는, 행정 수속에 있어서의 특정의 개인을 식별하기 위한 번호의 이용 등에 관한 법률 (번호법, 마이넘버법)에 근거해, 각 시구정촌이 전 주민에 지정한다. 2015년 10월 5일부터 개인번호 지정이 시작되었고, 2016년 1월부터는 행정절차에 있어서의 개인번호 사용이 개시되었다.
법인이나 단체 등에는 번호법에 따라 법인번호가 지정된다.

## 개인번호카드
개인번호카드는 원하는 주민에 대해 발급받을 수 있는 IC 카드다.

## 같이 보기
- 사회 보장 번호
- 국민식별번호